# Бер Борохов

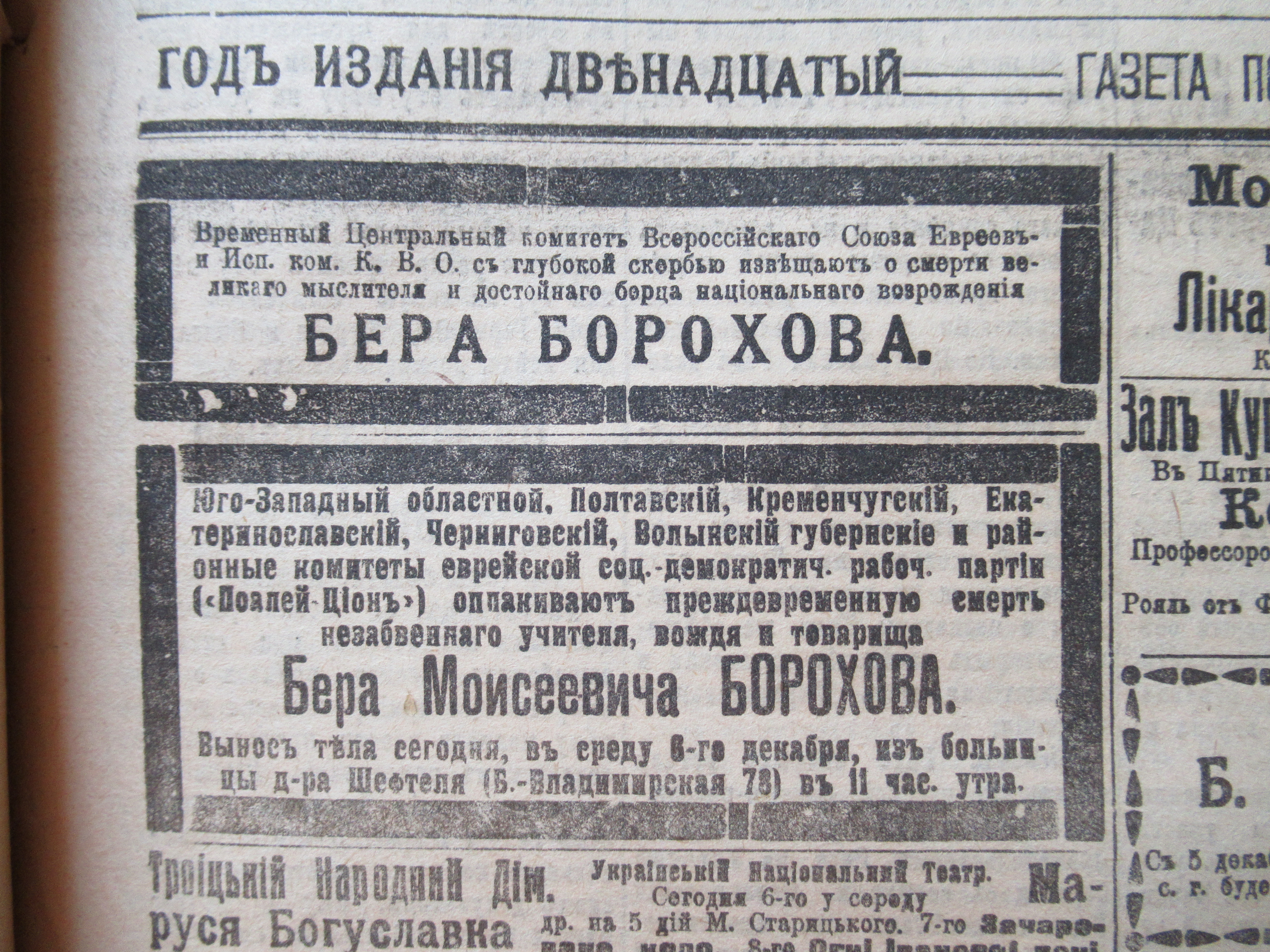
Некролог Бера Борохова в газеті «Последнія новости» за 6 грудня (ст. ст.) 1917 року

Бер (Дов) Мо́вшевич (Мойсе́йович) Бо́рохов (21 червня (3 липня) 1881 , Золотоноша, Полтавська губернія  — 4 (17) грудня 1917 , Київ, Київська губернія, УНР ) — політичний та громадський діяч, публіцист, один з лідерів робітничого сіоністського руху та партії Поалей-Ціон. Член Української Центральної Ради

## Біографія
Народився 21 червня (3 липня) 1881 року в родині єврейського вчителя Моше-Аарона Борохова в повітовому місті Золотоноші Полтавської губернії. Незабаром після його народження родина переїхала в Полтаву. Батьки зуміли записати сина в 11-річному віці в класичну гімназію, яку він закінчив 1900 року. Згодом Борохов займався самоосвітою, вивчаючи іноземні мови, соціологію, філософію, історію і економіку.
Система поглядів Бера Борохова до моменту закінчення навчання поєднувала в собі класовий і національний компоненти. Його батько, Моше-Аарон, був одним з членів сіоністського руху «Хібат-Ціон». Сам Бер, після закінчення гімназії переїхав до Катеринослава, у 1900 році вступив у Російську соціал-демократичну робочу партію (РСДРП), де докладно ознайомився з працями Олександра Богданова, що зробили значний вплив на його світогляд. Однак одночасно з соціалістичною ідеєю Борохов виявляв неприхований інтерес до сіонізму, і це вже в травні 1901 року призвело до його виключення з РСДРП. Того ж року він став засновником Сіоністського соціалістичного робітничого союзу, цілями якого були організація єврейської самооборони захист інтересів єврейських робітників. Нова організація зазнала критики як з боку керівництва російських соціал-демократів, так і з боку класичних сіоністів, заперечувала проти об'єднання національної і класової ідеології.
У 1903 році Борохов став делегатом VI Сіоністського конгресу в Базелі, де був одним з найпослідовніших противників Угандійської програми і разом з Менахемом Усишкіним відстоював ідею єврейського національного дому в Палестині. Через два роки він брав участь в VII Сіоністському конгресі, а в 1906 році розробив нову ідеологічну лінію руху Поалей-Ціон, під його впливом став називатися «Єврейської соціал-демократичною партією Поалей-Ціон». З 1907 року до самої смерті Борохов залишався секретарем «Поалей-Ціон». Марксистські ідеї Борохова змусили його після VIII Сіоністського конгресу вимагати виходу «Поалей-Ціон» із Всесвітньої сіоністської організації, членство в якій, на його думку, загрожувало втратою пролетарської складової соціалістичного сіонізму.
У 1906 році, під час революції 1905–1907 років, Борохов був заарештований у Полтаві, через те, що вдома в кількох членів його організації знайшли зброю. Вийшовши з-під арешту під заставу, Борохов перейшов на нелегальне становище, а після поразки революції покинув Росію. За кордоном, проживаючи в Австро-Угорщині та Швейцарії, він продовжував публікувати роботи, переважно російською мовою, де розвивав ідеї створення Всесвітнього союзу «Поалей-Ціон». У 1914 році, після початку світової війни Борохов був спочатку заарештований, а потім депортували з Австро-Угорщини і вирушив до США, де вів агітацію за створення Всесвітнього єврейського конгресу й Американського єврейського конгресу. У ці ж роки він працював над науковими статтями, які, зокрема, увійшли в єврейську енциклопедію російською мовою. Його перу належать також роботи, присвячені мові ідиш, і в цей час Борохова називають одним з батьків-засновників ідишистської філології.

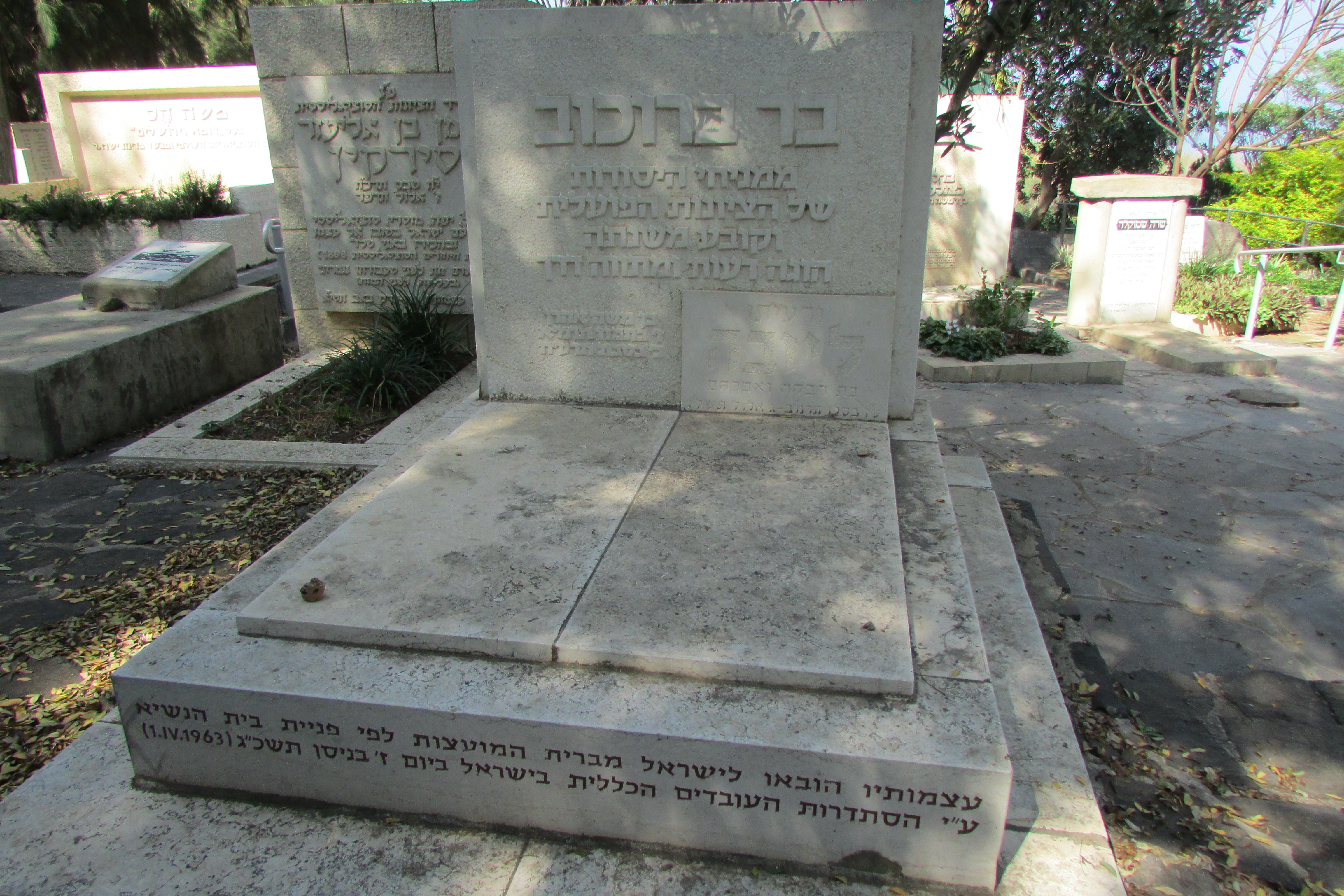
Могила Бера Борохова в Ізраїлі

Після відновлення революційних подій в Росії Борохов попрямував на батьківщину. По дорозі він взяв участь в якості делегата від «Поалей-Ціон» в сесії Міжнародної соціалістичної комісії нейтральних країн в Стокгольмі. Борохов брав участь у виробленні пунктів, пов'язаних з єврейським питанням, у маніфесті Міжнародної соціалістичної комісії про післявоєнний устрій світу. У Росії він продовжував активну участь в суспільному житті, зокрема, в серпні 1917 року на Третьому конгресі «Поалей-Ціон» виступивши із закликом до соціалістичної колонізації Палестини, а у вересні в Києві (в рамках З'їзду народів і областей Росії) з доповіддю на тему «Росія як співдружність народів». Під час поїздок по єврейським населеним пунктам України Борохов захворів.
Помер у Києві 4 (17) грудня 1917 року в лікарні доктора Шефтеля від сепсису. Похований на Лук'янівському єврейському кладовищі.
1963 року прах Бера Борохова був перевезений в Ізраїль і похований на березі озера Кинерет. Пізніше поруч з ним була похована його дружина Люба, на якій він одружився в Швейцарії і яка пережила чоловіка майже на 60 років. Син Борохова Давид став одним із засновників кібуца Гіносар біля озера Кинерет.

## Ідеологія
Бер Борохов висунув у нарисах «Національне питання і класова боротьба» (1905), «Наша платформа» (1906) і «Економічний розвиток єврейського народу» (1916) концепцію органічної єдності марксистської теорії та національних цілей єврейського народу. Це синтез ідей класової боротьби і сіонізму, який отримав прізвисько «бороховізм», суперечив панувала в епоху Борохова тенденції, в силу якої марксисти відкидали будь-націоналізм (включаючи єврейський) як реакційну ідеологію. Борохов представив масове переселення євреїв у Палестину як соціально закономірне втілення сподівань єврейського пролетаріату, що знаходиться в особливо важких умовах у країнах розсіювання, де він відірваний від продуктивного процесу. Борохов розглядав народ без країни і власного економічного базису як безсилу національну меншину, чия доля пов'язана з чужими економічними відносинами і яка розривається між процесами асиміляції і відокремлення від «суспільства-господаря». У сіоністської ідеології Борохова, на відміну від інших сіоністських мислителів, антисемітизм не займав центрального місця; він швидше за розглядав розсіювання як ненормальне з соціальної точки зору стан і не вважав, що громадянська асиміляція здатна вирішити цю проблему незалежно від того, в якому суспільстві — капіталістичному чи соціалістичному — вона буде відбуватися. За словами Борохова, «єврейське питання мандрує разом з єврейським народом».
Завдання соціалістичного сіонізму Борохов бачив у тому, щоби сіоністи-першопрохідці освоїли за допомогою фізичної праці в сільському господарстві нові території в Палестині для масової єврейської імміграції. Таке масове переселення покладе край єврейському розсіюванню, а нова єврейська національна економіка, заснована на марксистських ідеях, стане плацдармом для класової боротьби єврейського пролетаріату. При цьому Борохов доводив із застосуванням методу історичного матеріалізму, що закономірним з точки зору єврейської історії є саме переселення в Землю Ізраїльську, тобто Палестину, що тяга єврейського народу до Землі Ізраїльської стихійна і що інші території не можуть зіграти її роль.
Доктрина Борохова вступала в протиріччя не тільки з ортодоксальним марксизмом і сіонізмом, а й із сформованою в Палестині реальністю. Замість нормального розвитку капіталістичного суспільства, в якому органічною буде класова боротьба, у Палестині на той час співіснували острівці феодалізму, капіталізму і соціалізму, а основний конфлікт проходив не по класовим, а за етнічними кордонами. Вже до кінця першого десятиліття XX століття в Палестині формується новий робітничий сіоністський рух, «Ха-Поель ха-Цаіру», що базується в більшій мірі на ідеях утопічного соціалізму, ніж класової боротьби. Навіть у своєму русі Борохова, у «Поалей-Ціоні», він і його прихильники, що поступово еволюціонували в бік соціал-демократичних ідей, опинилися в опозиції соціалістичній більшості. Після повернення Борохова в Росію в 1917 році в партії лунали голоси, що закликали «врятувати бороховізм від Борохова».

## Спадщина
Бер Борохов — автор багатьох робіт у різних сферах знань, від політичної філософії до лінгвістики. Так, його праця «Єврейський робітничий рух у цифрах» відображає статистично-соціологічний аналіз соціальної структури і економічних процесів в єврейському народі, а «Віртуалізм і релігійно-етична проблема в марксизмі» (написана 1908 року, опублікована посмертно 1920 року) полемізує з «релігією і соціалізмом» Луначарського.
Після його смерті рух «Поалей-Ціон» у Росії пережило розкол і більшість його фракцій були розпущені за радянської влади, хоча одна з них, так звана «Бригада Борохова», яка брала участь у громадянській війні на боці червоних, продовжувала свою діяльність до 1928 року. Палестинське відділення «Поалей-Ціон» за два роки після смерті Борохова сформувало з низкою сіоністських робочих осередків партію «Ахдут ха-Авода», що пізніше в свою чергу об'єдналася з «Ха-Поель ха-Цаіру» в партію МАПАЙ.

## Ушанування пам'яті
На честь Борохова в 1926–1937 роках у Києві сучасна вулиця Шота Руставелі мала назву вулиця Борохова. На згадку про Бера Борохова названо декілька місць в Ізраїлі, у тому числі перший робітничий район міста Гіватаїм. У 1971 році в Ізраїлі вийшла присвячена йому книга «Сторінки мого життя» (івр. פרקים מיומן חיי), написана його дружиною Любою.  